# GOOD LUCKY!!!!!
「GOOD LUCKY!!!!!」（グッドラッキー!!!!!）は、GReeeeNとベッキー♪♯のコラボシングルである。2011年3月2日に発売された。

## 解説
ユニバーサル・スタジオ・ジャパン（USJ）の10周年記念テーマソングとして書き下ろされた楽曲。振り付けはKABA.ちゃんが担った。

### PVのロケに使用された場所・乗り物
撮影の大半は閉園後、または開園前のUSJパーク内で行われたが、冒頭部分では東京都内で撮影された箇所がある。
- 浅草雷門
- コンドルタクシー
- 東京都観光汽船（水上バスアワータウンの船尾部分）

## 収録曲
1. GOOD LUCKY!!!!! [3:27]
  - USJ 10周年記念テーマソング

[DVD]
GOOD LUCKY!!!!!(ミュージック　ビデオ)

## その他
- 2012年から、阪神タイガースの藤井彰人がホームゲームで打席に入る際のテーマソング（バッティングテーマ）に採用[1]。
- 同年、東北楽天ゴールデンイーグルスの関西限定チャンステーマに採用。ベッキーの活動休止中にお蔵入りとなり新たな関西限定チャンステーマと差し替えられるが、2017年途中から「フィーバーテーマ」[2]に改題の上全国使用を開始している。